# 因德尔·维尔马
因德尔·莫汉·维尔马（英語：Inder Mohan Verma，1947年11月28日—），美籍印度裔分子生物学家、癌症学家。他生于印度旁遮普邦桑格鲁尔，大学就读于卢克瑙大学。1971年在以色列的魏茨曼科学研究学院获博士学位。后来在麻省理工学院戴维·巴尔的摩的指导下完成了博士后研究。
维尔马知名于基因治疗、逆转录病毒学、癌症方面的研究。他的工作导致了一些癌基因，比如c-fos的鉴别，并研究了它们对普通细胞的作用。他关于病毒调节基因转导技术的工作，成为基因治疗的基础。
维尔马1999年成为美国国家科学院医学部院士，2000年被选为美国文理科学院院士。2008年获Vilcek奖。